# Gettin' Tighter/Love Child
Gettin' Tighter/Love Child è un singolo dei Deep Purple pubblicato nel 1974.

## Tracce
Lato A
1. Gettin' Tighter – 3:36 (Tommy Bolin, John Hughes)

Lato B
1. Love Child – 3:05 (Tommy Bolin, David Coverdale)